# Vasile Chindriș (delegat)
Vasile Chindriș (n. 15 decembrie 1881, Ieud, comitatul Maramureș – d. 6 ianuarie 1947, Sighetu Marmației, județul Maramureș (interbelic)) a fost un deputat în Marea Adunare Națională de la Alba Iulia, organismul legislativ reprezentativ al „tuturor românilor din Transilvania, Banat și Țara Ungurească”, cel care a adoptat hotărârea privind Unirea Transilvaniei cu România, la 1 decembrie 1918.:p. 77

## Biografie
Vasile Chindriș s-a născut la data de 15 decembrie 1881, la Ieud, în comitatul Maramureș. Provenea dintr-o familie de țărani, din neamul Vălenarului. A fost elev al lui Petru Bilțiu-Dăncuș. Ulterior a urmat școlile primare confesionale începând la Ieud și continuând la Dragomirești. Ajunge să își facă studiile secundare la Liceul Piarist din Sighet, ca bursier al Asociației pentru Cultura Poporului Român din Maramureș. 
Vasile Chindriș a urmat Academia de Drept din Oradea, după care a efectuat o specializare de doi ani la Universitatea din Berlin, unde a ocupat funcția de vicepreședinte al asociației studenților români. În acestă calitate a avut legături de prietenie cu Vasile Pârvan, și prin el cu studenții din România. A fost de asemenea conducătorul ziarului Sfatul apărut la Sighet între 1919 - 1920.
S-a căsătorit cu Maria Ilona Bâlea din Ieud, la 3 martie 1921 în Biserica Adormirea Maicii Domnului din Sighet.

## Activitatea politică
La 1 decembrie 1918, la Alba-Iulia ca delegat, a reprezentat Garda Națională Română din Maramureș. După 1918 a deținut funcția de senator în Parlamentul României. De asemenea a deținut funcția de jurist-consult al județului Maramureș.